# Äimisvesi
Äimisvesi är en del av en sjö i Finland.   Den ligger i landskapet Södra Savolax, i den sydöstra delen av landet, 290 km nordost om huvudstaden Helsingfors. Äimisvesi ligger 62 meter över havet.